# ミハイル・ガントヴァルク
ミハイル・ハノノヴィチ・ガントヴァルク（ロシア語: Михаил Ханонович Гантварг；ラテン文字転写例:Mikhail Khanonovich Gantvarg、1947年2月25日 - ）は、ソビエト連邦出身のヴァイオリン奏者、指揮者。

## 経歴
1947年、レニングラードで生まれた。レニングラード音楽院でミハイル・ヴァイマンの薫陶を受け、1967年のパガニーニ国際コンクールで６位入賞を果たした。1975年から1987年までレニングラード交響楽団のコンサートマスターを務め、1987年にレニングラード・ソロイスツを結成して指揮活動にも進出した。
教育者としては2007年から母校・サンクトペテルブルク音楽院の教授となり、2011年から2015年まで同音楽院の院長を務めた。

## 註
1. ↑  サンクトペテルブルク交響楽団(MIKHAIL GANTVARG)
2. ↑  MIKHAIL GANTVARG

| スタブアイコン | サブスタブ | この項目は、まだ閲覧者の調べものの参照としては役立たない、音楽関係者（バンド等）に関連した書きかけの項目です。この項目を加筆・訂正などしてくださる協力者を求めています（P:音楽/PJ:芸能人）。 |